# Investiture
Ne doit pas être confondu avec Inauguration ou Intronisation.
Une cérémonie d'investiture est une cérémonie formelle au cours de laquelle un individu endosse des fonctions ou une position d'autorité et de pouvoir.

## Politique

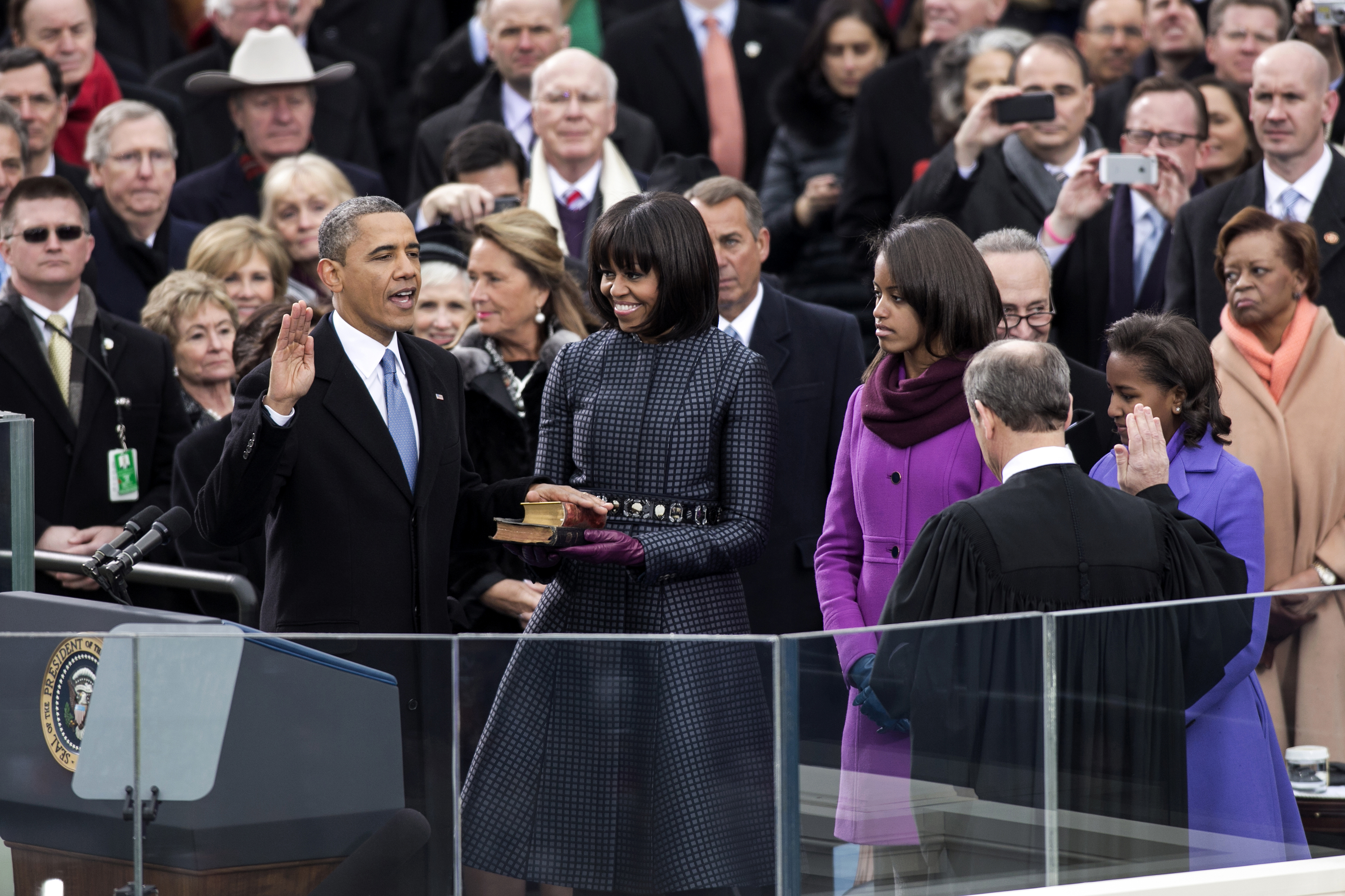
Barack Obama lors de sa deuxième investiture en 2013.

Le terme est généralement utilisé en référence aux devoirs d'un chef de l'État ou chef de gouvernement. Par exemple, on parle de l'investiture du président.
Les investitures politiques sont souvent accompagnées d'une cérémonie somptueuse pendant laquelle la personnalité politique fait publiquement son discours d'investiture devant un large public.
- le roi des Belges ;
- le roi d'Espagne ;
- le président des États-Unis d'Amérique lors de l'Inauguration Day, le 20 janvier suivant les élections ;
- le président de la République française lors de la journée d'investiture ;
- le président d'Irlande au 11 novembre, à moins que le terme de son prédécesseur soit écourté par un décès ou une démission ;
- le roi des Pays-Bas.

Au Canada, le mot investiture est également utilisé pour désigner l'assemblée durant laquelle une personne est choisie à titre de candidat d'un parti politique pour une élection fédérale ou provinciale.

## Religion
- le pape (depuis Jean-Paul Ier).

## Scoutisme
Dans le scoutisme, l'investiture est une cérémonie où l'on désigne officiellement une fonction de chef. Elle se déroule selon un cérémonial définit, présidée par un responsable de niveau supérieur.